# Stefan II z Szampanii
Stefan II (zm. 1047) – hrabia Troyes i Meaux, młodszy syn Odona II, hrabiego Blois, i Ermengardy, córki Roberta I, hrabiego Owernii. Młodszy brat Tybalda III, hrabiego Blois.
Po śmierci Odona II w 1037 r. nastąpił podział jego władztwa między Tybalda i Stefana. Tybald odziedziczył rodowe Blois, Stefanowi przypadły hrabstwa Troyes i Meaux w Szampanii. Władzę nad nimi sprawował do swojej śmierci w 1047 r.
Był żonaty z Adelą, miał z nią syna Odona, późniejszego hrabiego Troyes, Meaux i Aumale.